# Mścisław II Rościsławicz Chrobry
Mścisław II Rościsławicz Chrobry (imię po chrzcie Grzegorz lub Fiodor) (ros. Мстислав Ростиславич Храбрый) (ur. ?, zm. 13 czerwca 1180 w Nowogrodzie Wielkim) – książę biełgorodzki (1161–1163) i (1167–1171), książę smoleński (1175–1177) i książę nowogrodzki (1179–1180) z dynastii Rurykowiczów. Syn Rościsława I, wnuk Mścisława I, brat Romana I, Dawida i Ruryka II. Ojciec Mścisława II, Dawida i Włodzmierza, dziadek Jarosława. Książę został pochowany w Sobór św. Sofii w Nowogrodzie Wielkim. Święty kościoła prawosławnego, kanonizowany i czczony przez Rosyjski Kościół Prawosławny.